# Reihenkürzel
Reihenkürzel sind in Bibliografien und ähnlichen Publikationen und im Bestellwesen des Buchhandels gebräuchliche Abkürzungen für Reihentitel, etwa von Taschenbuch-Reihen. Im Bestellwesen des Buchhandels werden sie bei Buchreihentiteln zusammen mit der Bandnummer anstelle des Kurztitels verwendet. Die Reihenkürzel sind nicht standardisiert, das heißt, abhängig vom jeweiligen Buchhandelsgrossisten bzw. Barsortimenter werden unterschiedliche Reihenkürzel verwendet. Einige bekannte Reihenkürzel sind:
- BKV (Bibliothek der Kirchenväter)
- OGG (Oldenbourg Grundriss der Geschichte)
- PhB (Philosophische Bibliothek)
- rororo (Rowohlt Rotations-Roman)
- RUB (Reclams Universal-Bibliothek)
- UTB (Uni-Taschenbücher)